# وارطان پاشا
وارطان پاشا (ارمنی: Վարդան փաշա؛ زادنام هُوسپ وارطانیان زادهٔ ۱۸۱۳ یا  ۲۸ مارس ۱۸۱۵ –درگذشته ۲۰ اوت ۱۸۷۹) یک سیاستمدار، پدیدآور، تاریخ‌نگار و ویراستار و روزنامه‌نگار ارمنی‌تبار اهل امپراتوری عثمانی در سده  ۱۹ میلادی بود.
پس از سه دهه فعالیت در عرصه خدمات حکومتی به درجه پاشا ارتقا یافت.
وی همچنین به خاطر نگارش رمان «داستان آکابی» (Akabi Hikayesi) مشهور است که در سال ۱۸۵۱ به زبان ترکی با الفبای ارمنی به چاپ رسید (که در سده ۱۹ام میلادی امری غیرمرسوم بود)

## زندگی‌نامه
وی با زادنام هوُسپ وارطانیان (ارمنی: Յոսեփ Վարդանեան) در سال ۱۸۱۳ میلادی یا ۲۸ مارس ۱۸۱۵ در یک خانواده کاتولیک ارمنی به دنیا آمد. در سن ۱۳ به ونیز فرستاده شد جایی که وی در مدرسه مخیتاریست ثبت نام نمود. به محض بازگشت به امپراتوری عثمانی برای چندین سال به عنوان معلم مشغول به کار بود. پس از آن در سال ۱۸۳۷ سمتی در دفتر دیلماج امپراتوری عثمانی گرفت.
وی در در کنستانتینوپل به دنیا آمد و از en:Mekhitarist Monastery, Vienna فارغ‌التحصیل شد. وی همچنین برندهٔ جوایزی همچون  شده‌است. وی در ۲۰ اوت ۱۸۷۹ در سن ۶۴ سالگی در کنستانتینوپل درگذشت.